# QWERTY

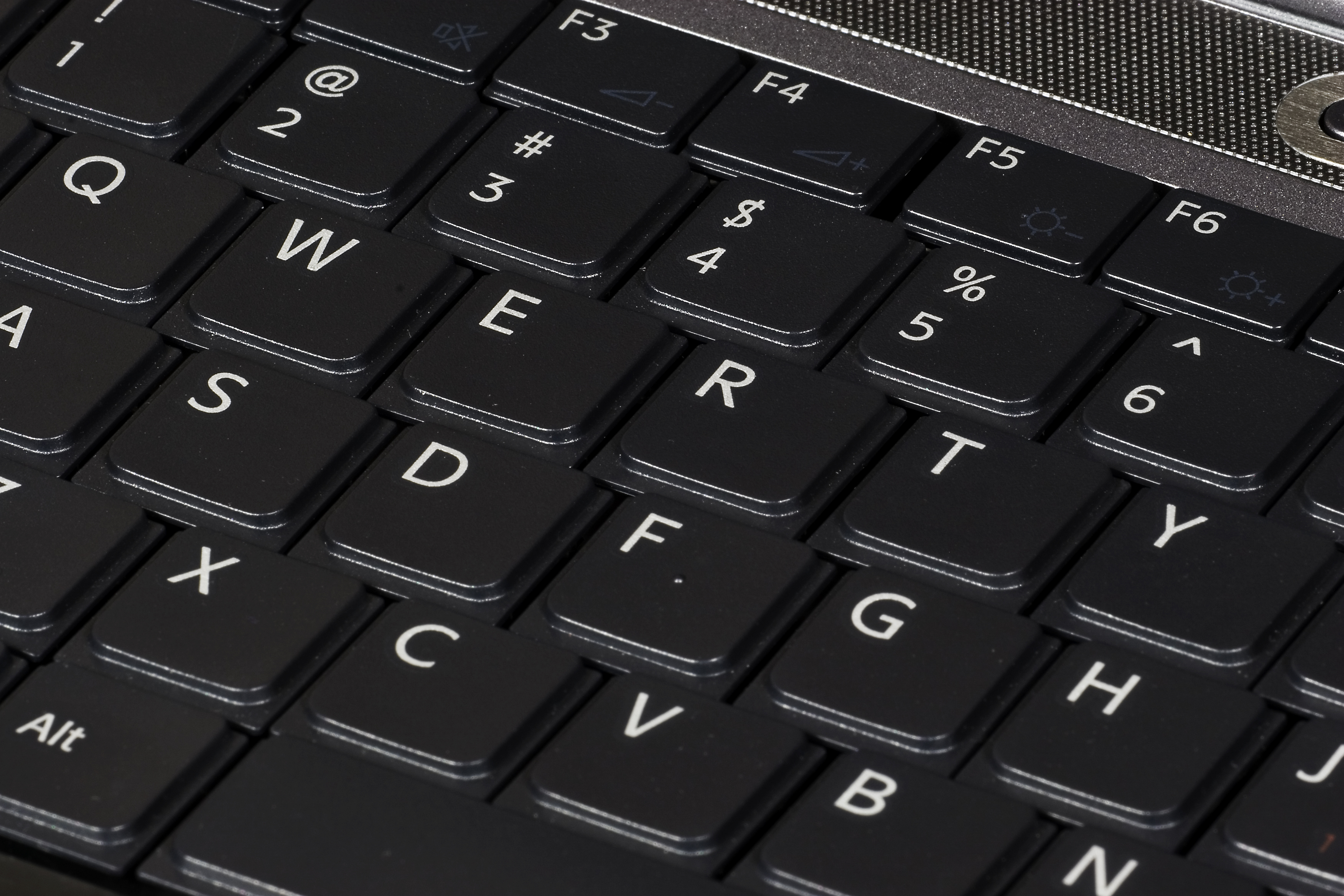
As seis primeiras letras da primeira linha identificam o tipo de teclado, QWERTY.

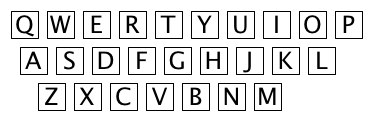
Layout do teclado QWERTY original em língua inglesa. Teclados em português mantêm essa disposição, mas acrescentam o Ç, logo após a letra L.

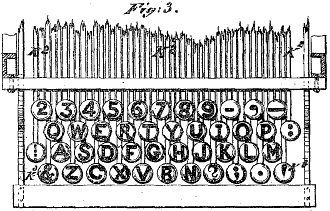
Máquina de escrever QWERTY de 1878.

Distribuição de teclados QWERTY em escala mundial:
Reconhecido formalmente
Reconhecido informalmente
Não reconhecido ou pouco conhecido

Em tecnologia, QWERTY é um layout de teclado para o alfabeto latino utilizado em máquinas de escrever, computadores e smartphones. O nome vem da sequencia de seis letras presente na primeira linha do teclado (QWERTY).
Nesse layout, a ordem das letras no teclado é apenas uma cópia do padrão da máquina de escrever, criada e patenteada pelo editor de jornais americano Christopher Sholes.
Outros padrões foram propostos, como o Dvorak, mas nunca atingiram a mesma popularidade do QWERTY.
O layout QWERTY é adotado com alterações em algumas línguas formando os teclados AZERTY e o QWERTZ, em que as letras Y e Z estão trocadas. Símbolos, diacríticos e caracteres acentuados estão em posições diferentes nas variações internacionais do QWERTY.

## História
A disposição das teclas foi patenteada por Christopher Sholes para a sua máquina de escrever em 1868 e vendida à Remington em 1873, quando foi visto pela primeira vez em máquinas de escrever.
O formato adotado tinha o objetivo de organizar as teclas separando os pares de letras mais usados na língua inglesa para diminuir a quantidade de possíveis travamentos das teclas da máquina de escrever mecânica. Scholes aperfeiçoou a ideia de James Densmore, seu parceiro comercial, e criou o teclado QWERTY, nome dado devido à disposição das primeiras seis teclas.

O primeiro modelo construído por Sholes usava um teclado semelhante a um piano com duas fileiras de caracteres organizados em ordem alfabética, conforme mostrado abaixo: 
```
- 3 5 7 9 N O P Q R S T U V W X Y Z
2 4 6 8 . A B C D E F G H I J K L M
```

Sholes lutou durante os cinco anos seguintes para aperfeiçoar sua invenção, fazendo muitos rearranjos de tentativa e erro do arranjo alfabético das teclas da máquina original. Acredita-se que o estudo da frequência de bigramas (pares de letras) feito pelo educador Amos Densmore, irmão do financiador James Densmore, tenha influenciado o conjunto de letras, mas essa contribuição foi posteriormente questionada(p170) Outros sugerem, em vez disso, que os agrupamentos de letras evoluíram a partir do feedback dos operadores de telégrafo. (p163) Em novembro de 1868, ele mudou a disposição da segunda metade do alfabeto, de N a Z, da direita para a esquerda(p12-20) Em abril de 1870, ele chegou a um teclado de quatro fileiras de letras maiúsculas que se aproximava do padrão QWERTY moderno, movendo seis letras vogais, A, E, I, O, U e Y, para a fileira superior da seguinte forma:(p24-25)
```
2 3 4 5 6 7 8 9 -
A E I . ? Y U O ,
B C D F G H J K L M
Z X W V T S R Q P N

```

Em 1873, o patrocinador de Sholes, James Densmore, vendeu com sucesso os direitos de fabricação da Sholes & Glidden Type-Writer para a E. Remington and Sons. O layout do teclado foi finalizado em poucos meses pelos mecânicos da Remington e acabou sendo apresentado: (p161-174)
```
2 3 4 5 6 7 8 9 - ,
Q W E . T Y I U O P
Z S D F G H J K L M
A X & C V B N ? ; R

```

Depois de adquirir o dispositivo, a Remington fez vários ajustes, criando um teclado essencialmente com o layout QWERTY moderno. Esses ajustes incluíram a colocação da tecla "R" no lugar anteriormente destinado à tecla de ponto final. As alegações apócrifas de que essa alteração foi feita para permitir que os vendedores impressionassem os clientes ao colocar o nome da marca "TYPE WRITER QUOTE" em uma linha do teclado não foram comprovadas formalmente. Vestígios do layout alfabético original permaneceram na sequência da "linha inicial" DFGHJKL. O layout moderno é:
```
1 2 3 4 5 6 7 8 9 0 - =
Q W E R T Y U I O P [ ] \
A S D F G H J K L ; '
Z X C V B N M , . /

```

O layout QWERTY se tornou popular com o sucesso da Remington No. 2 de 1878, a primeira máquina de escrever a incluir letras maiúsculas e minúsculas, usando a tecla Shift.
Uma explicação popular, mas possivelmente apócrifa(p162) explicação para o arranjo QWERTY é que ele foi projetado para reduzir a probabilidade de choque interno das barras de digitação, colocando as combinações de letras comumente usadas mais distantes umas das outras dentro da máquina.

### Diferenças do layout moderno

#### Caracteres substitutos
O layout QWERTY descrito na patente de Sholes de 1878 é ligeiramente diferente do layout moderno, principalmente pela ausência dos numerais 0 e 1, com cada um dos numerais restantes deslocado uma posição à esquerda de seus equivalentes modernos. A letra M está localizada no final da terceira linha, à direita da letra L, em vez de na quarta linha, à direita da letra N, as letras X e C estão invertidas e a maioria dos sinais de pontuação está em posições diferentes ou está totalmente ausente. O 0 e o 1 foram omitidos para simplificar o design e reduzir os custos de fabricação e manutenção; eles foram escolhidos especificamente porque eram "redundantes" e podiam ser recriados usando outras teclas. Os datilógrafos que aprenderam nessas máquinas adquiriram o hábito de usar a letra maiúscula I (ou a letra minúscula L) para o dígito um e a letra maiúscula O para o zero.
A tecla 0 foi adicionada e padronizada em sua posição moderna no início da história da máquina de escrever, mas o 1 e o ponto de exclamação foram deixados de fora de alguns teclados de máquinas de escrever até a década de 1970.

#### Caracteres combinados
Nos primeiros designs, alguns caracteres eram produzidos com a impressão de dois símbolos com o carro na mesma posição. Por exemplo, o ponto de exclamação, que compartilha uma tecla com o numeral 1 nos teclados pós-mecânicos, podia ser reproduzido usando uma combinação de três toques de um apóstrofo, um backspace e um ponto final. Um ponto-e-vírgula (;) era produzido imprimindo uma vírgula (,) sobre dois pontos (:). Como a tecla backspace é lenta em máquinas de escrever mecânicas simples (o carro era pesado e otimizado para se mover na direção oposta), uma abordagem mais profissional era bloquear o carro pressionando e segurando a barra de espaço enquanto imprimia todos os caracteres que precisavam estar em uma posição compartilhada. Para que isso fosse possível, o carro foi projetado para avançar somente depois de liberar a barra de espaço.
Na era das máquinas de escrever mecânicas, os caracteres combinados, como é e õ, eram criados pelo uso de teclas mortas para os diacríticos (′, ~), que não moviam o papel para frente. Assim, o ′ e o e seriam impressos no mesmo local no papel, criando o é.

### Alternativas contemporâneas
Não havia requisitos tecnológicos específicos para o layout QWERTY, uma vez que, na época, havia maneiras de fabricar uma máquina de escrever sem o mecanismo de barra de digitação de "up-stroke" que exigiu sua criação. Além de existirem máquinas rivais com posições "down-stroke" e "front-stroke", que proporcionavam um ponto de impressão visível, o problema de conflitos entre as barras de digitação podia ser completamente contornado: Os exemplos incluem o dispositivo elétrico de roda de impressão de Thomas Edison, de 1872, que mais tarde se tornou a base das máquinas Teletype; a máquina de escrever de Lucien Stephen Crandall (a segunda a entrar no mercado americano), cujo tipo era disposto em uma luva cilíndrica; a máquina de escrever Hammond, de 1887, que usava um "type-shuttle" semicircular de borracha endurecida (mais tarde, metal leve); e a máquina de escrever Blickensderfer, de 1893, que usava uma roda de tipos. O teclado "Ideal" da antiga Blickensderfer também não era QWERTY, mas tinha a sequência "DHIATENSOR" na linha inicial, sendo que essas 10 letras eram capazes de compor 70% das palavras do idioma inglês.